# Xã Union, Quận Morgan, Ohio
Xã Union (tiếng Anh: Union Township) là một xã thuộc quận Morgan, tiểu bang Ohio, Hoa Kỳ. Năm 2010, dân số của xã này là 614 người.